# KRC Multi Tasker 1200
Der Multi Tasker 1200 ist ein Eisenbahndrehkran des Herstellers Kirow Ardelt in Leipzig. Er wird sowohl als Notfallkran zur Bergung havarierter Schienenfahrzeuge als auch als Gleisbauschienenkran eingesetzt.

## Geschichte
Auf der InnoTrans 2000 wurde der Multi Tasker 1200 erstmals der Öffentlichkeit vorgestellt. 2012 wurde eine die Variante Multi Tasker 1200 N mit einer Spurweite von 1065 mm (Kapspur) für den Einsatz in Südafrika vorgestellt.

## Aufbau und technische Daten

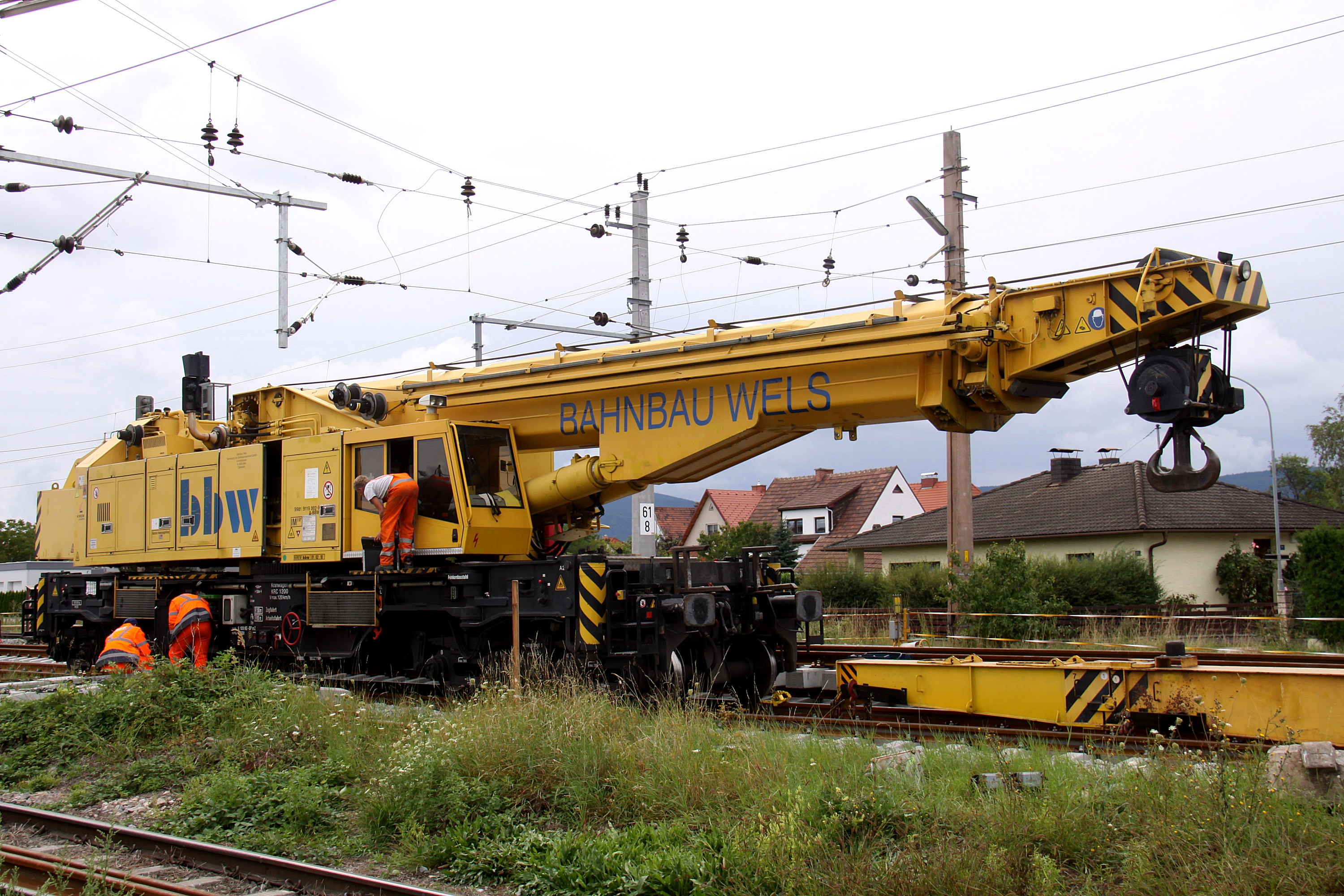
Multi Tasker 1200 als Gleisbauschienenkran eingesetzt

Je nach Ausführung unterscheiden sich die technischen Daten des Krans. So betragen die maximale Tragfähigkeit zwischen 150 und 160 Tonnen und das Lastmoment 1200 bis 1400 Tonnenmeter. Die Ausladung der Gegenlast kann mit Hilfe eines teleskopierbaren Auslegers geändert werden. Bei einigen Varianten kann die Gegenlast zusätzlich noch separat geschwenkt werden, wofür ein doppelter Drehkranz notwendig ist. Hierbei kann die Gegenlast samt Oberwagen in Richtung der Gleisachse verbleiben, während nur der Ausleger um bis zu 30° ausschwenkt. Dadurch wird ein Einschwenken in den Bereich des Nachbargleises vermieden und ein profilfreies Arbeiten ermöglicht. Die Elemente der Gegenlast liegen verschiebbar auf einem Flachwagen und können automatisiert aufgenommen werden.
Der Teleskopausleger erlaubt Arbeiten im Radius zwischen 7,5 und 24,5 Metern und ist unter Last aus- und einfahrbar. Die größte mögliche Hakenhöhe liegt bei 24 Metern und die maximale Ausladung vor Puffer bei 21 Metern. Im Gegensatz zu früheren Kranen ist auch ein Einsatz in der Nullposition (und damit ohne Abbau oder seitliches Verziehen der ggf. vorhandenen Oberleitung) möglich; dabei kann der Ausleger auch teleskopiert und – etwa bei beengtem Raum – auch horizontal genutzt werden. Vier Abstützungen können bedarfsgerecht auch einzeln verwendet werden. Während der Drehkranz gegen bis zu 180 mm Gleisüberhöhung horizontiert werden kann, bleiben die acht Radsätze des Kranwagens selbst am Gleis und können den Kran verfahren.
Die Federungen an den Drehgestellen können für Kranarbeiten ohne Abstützung sowie zum Verfahren des Krans unter Last blockiert werden.
Traversen dienen zum Heben von längeren, durchbiegungsgefährdeten Lasten an mehreren Stellen zugleich oder zur Vermeidung von Schrägzug. Mitunter ist ein gewisses Verschieben der Last durch gegengleiches Teleskopieren der Schenkel des Kranbalkens möglich.
Die als Gleisbaukrane eingesetzten Multi Tasker 1200 sind in Deutschland und Österreich als Schwere Nebenfahrzeuge eingereiht.

## DB-Baureihe 732

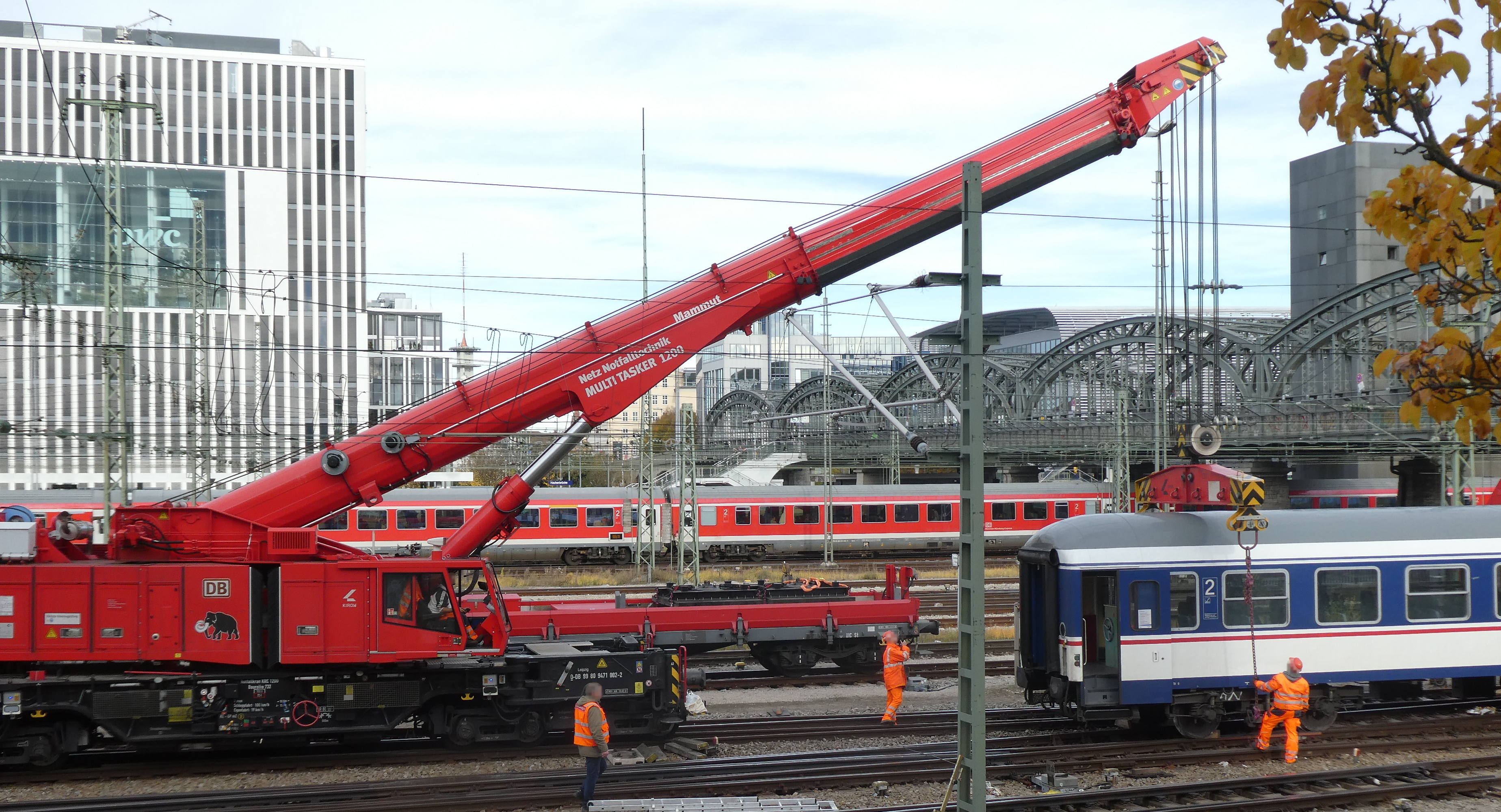
„Mammut“ 2019 im Einsatz auf dem Münchener Hbf

Als Ersatz für Krane aus den 1970er Jahren bestellte die DB Netz insgesamt fünf neue Notfallkrane inkl. der zugehörigen Begleitwagen bei der Firma Kirow Leipzig zur Auslieferung bis 2016. Neben zwei kleineren Kranen vom Typ KRC Multi Tasker 910 beinhaltete der Auftrag drei Krane des Typs KRC 1200, die von der DB als Baureihe 732 geführt werden. Das erste Fahrzeug wurde 2014 gefertigt und im gleichen Jahr auf der InnoTrans in Berlin präsentiert. Es ist seitdem in Fulda stationiert und auf den Namen »Zeus« getauft. Die beiden anderen Krane befinden sich an den Standorten Wanne-Eickel (»Phoenix«) und Leipzig-Engelsdorf (»Mammut«).
Die Gegenlast der Krane ist teleskopier- und schwenkbar ausgeführt und besteht aus zwei Elementen mit einer Masse von jeweils 22,5 t. Mit dieser Gegenlast und Abstützung ist bis zu einer Ausladung von 7,5 Meter eine Tragfähigkeit von 160 Tonnen möglich. Bei maximaler Ausladung kann der Kran noch 40 Tonnen heben.
Jeder Kranzug führt neben dem eigentlichen Notfallkran einen Kranschutzwagen, einen Gegenlastwagen, einen Mannschaftswagen sowie einen Werkstattwagen mit. Der Kranschutzwagen ist ein angepasster Drehgestellflachwagen der Gattung Res 687, auf den sich der Kranausleger abstützt. Hierdurch wird die Masse des Krans in der Transportstellung reduziert und dadurch die Radsatzlast der Krane gegenüber den bisher verwendeten großen Notfallkranen gesenkt. Dadurch ist ein Transport des Krans auf niedrigen Streckenklassen ohne Restriktionen möglich. Der Mannschafts- und der Werkstattwagen basieren auf modularen Trägerfahrzeugen mit anwendungsorientierten Containern. Sie sind über einen Faltenbalg verbunden, um einen wettergeschützten Übergang zu schaffen. Im Einsatz werden ein Kraneinsatzleiter und vier Kranbediener benötigt.